# Icelandair
Icelandair ist die nationale Fluggesellschaft Islands mit Sitz in Keflavík und Basis auf dem Flughafen Keflavík. Sie ist eine Tochtergesellschaft der börsennotierten Icelandair Group.

## Geschichte

### Ursprünge
Die Ursprünge der Icelandair reichen auf die Fluggesellschaft Flugfélag Akureyrar zurück, die am 3. Juni 1937 in Akureyri an der nordisländischen Küste gegründet wurde. Sie nahm den Flugbetrieb im April 1938 mit einem viersitzigen Wasserflugzeug des Typs Waco YKS-7 auf und versorgte im Auftragscharter abgelegene Regionen in Island. Im ersten Betriebsjahr beförderte das Unternehmen 770 Passagiere. Die Gesellschaft wechselte nach einem Unfall im Jahr 1940 ihren Namen sowie ihren Sitz und firmierte danach in der Hauptstadt Reykjavík als Flugfélag Íslands. Während des Zweiten Weltkriegs kam der Flugverkehr in Island fast völlig zum Erliegen. Anfang 1944 betrieb die Gesellschaft zwei Verkehrsflugzeuge mit zusammen 16 Plätzen im Inlandsverkehr, darunter eine 1942 übernommene Beechcraft 18D. Flugfélag Íslands erwarb im Jahr 1944 zwei De Havilland DH.89 Dragon Rapide sowie eine PBY Catalina. Mit der PBY Catalina fand am 11. Juli 1945 der erste internationale Charterflug mit vier Passagieren von Reykjavík nach Largs (Schottland) statt. Aus Marketinggründen nutzte das Unternehmen nun den Namenszusatz Iceland Airways (ab 1957 Icelandair) für den internationalen Flugbetrieb; der offizielle Gesellschaftsname wurde jedoch nicht geändert. Ebenso erfolgten alle Inlandsflüge weiterhin unter dem Namen Flugfélag Íslands.

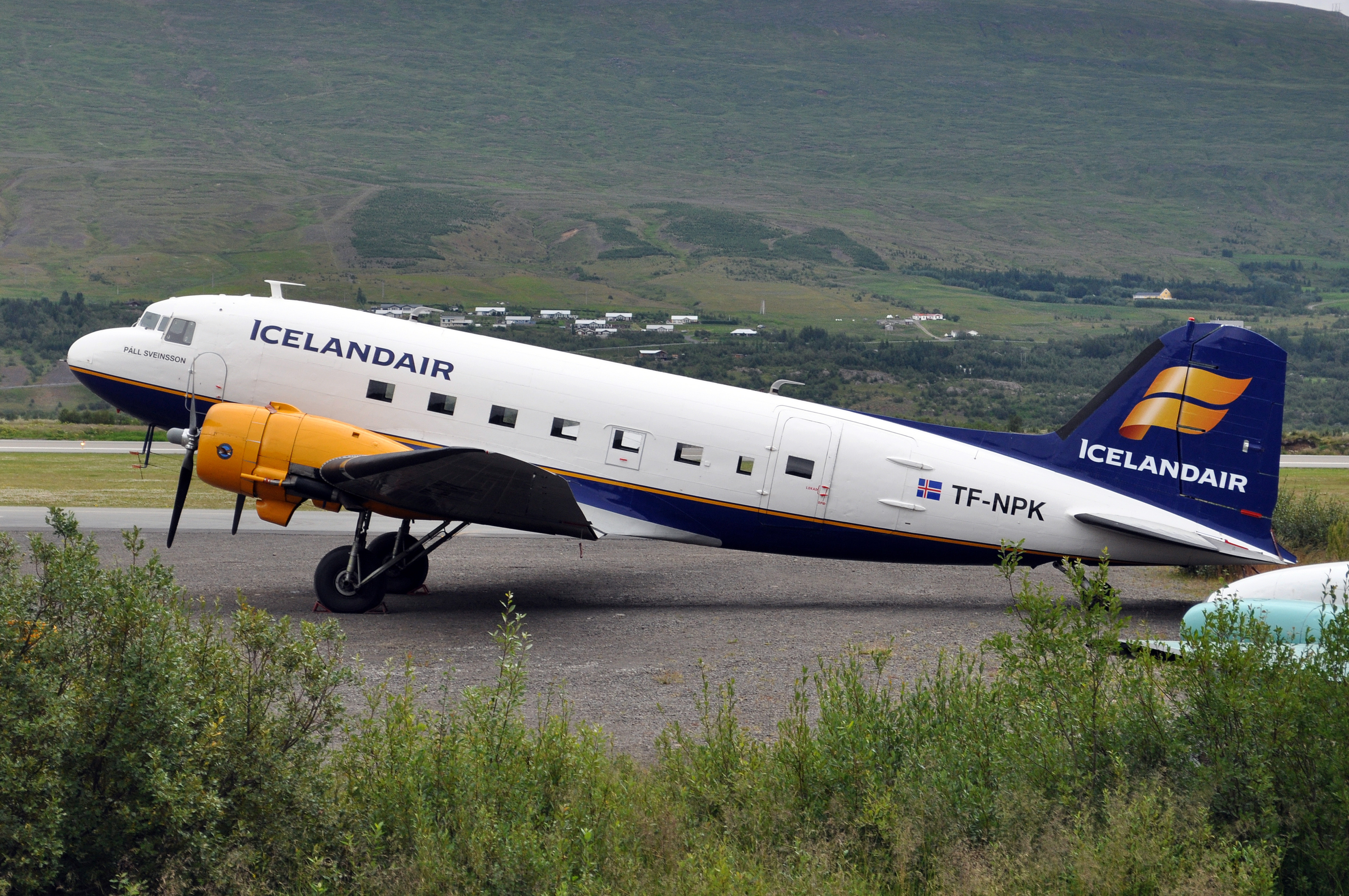
Douglas DC-3A der Icelandair

Am 27. Mai 1946 eröffnete Flugfélag Íslands eine internationale Verbindung von Reykjavík über Prestwick (Schottland) nach Kopenhagen (Dänemark), die sie zunächst nur saisonal auf Charterbasis bediente, kurz darauf ganzjährig im Linienverkehr. Anfangs nutzte man geleaste Maschinen der Scottish Aviation mitsamt deren Besatzungen auf dieser Strecke, wobei auf der Etappe nach Prestwick umgebaute Consolidated B-24 und auf der Anschlussroute nach Kopenhagen Douglas DC-3 zum Einsatz kamen. Die Zusammenarbeit mit Scottish Aviation endete, als Flugfélag Íslands eine Douglas DC-4/C-54 erwarb und diese Maschine am 10. April 1948 erstmals auf den internationalen Strecken einsetzte. Zeitgleich wurde eine Verbindung nach Oslo eröffnet, gefolgt von London-Northolt im Mai 1949. Neben der international genutzten DC-4 bestand die Flotte im Jahr 1948 aus drei DC-3, zwei de Havilland Rapide, einer Grumman Goose und einer Noorduyn Norseman. Ab Sommer 1950 führte das Unternehmen mit der DC-4 auch touristische Charterflüge nach Grönland durch, wo das Flugzeug ebenso zum Abwurf von Nachschub für wissenschaftliche Expeditionen sowie zur Beobachtung von Treibeis genutzt wurde.

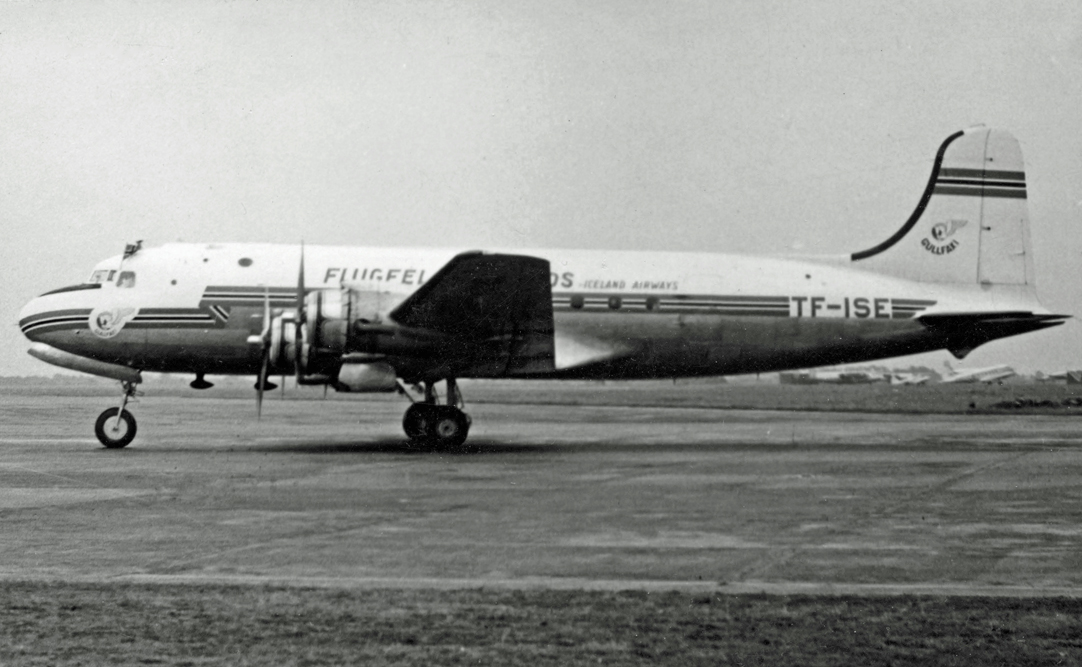
Douglas DC-4A Flugfélag Íslands im Jahr 1953

Zur Aufnahme von Linienflügen nach Bergen (Norwegen), Frankfurt, Hamburg und Stockholm (Schweden) erwarb Flugfélag Íslands im Jahr 1955 eine zweite Douglas DC-4. Nach Indienststellung zweier gebraucht beschaffter Vickers Viscount 759D im Mai 1957 stieg die Passagierzahl auf den internationalen Flügen im selben Jahr um 35 Prozent, in den ersten vier Monaten sogar um 46 Prozent. Mit den Viscounts nahm das Unternehmen eine über Glasgow geführte Linienverbindung nach Kopenhagen (Dänemark) auf und war damit die einzige Gesellschaft, welche damals Direktflüge zwischen diesen Städten anbot. Flugfélag Íslands beförderte im Geschäftsjahr 1957 insgesamt 80.504 Passagiere, davon 59.501 im Inlandsverkehr. In Ergänzung zum bestehenden Liniennetz richtet die Gesellschaft für ihre Flüge nach Bergen und Kopenhagen am 1. April 1963 eine zweite Route ein, die über Vágar auf den Färöer-Inseln geleitet wurde. Dabei flog man auf den Rückflügen auch Glasgow von den Färöern an. Aufgrund der kurzen Piste in Vágar kamen auf dieser Verbindung Douglas DC-3 zum Einsatz. Im Frühjahr 1965 betrieb Flugfélag Íslands drei Douglas DC-3, eine Douglas DC-4, eine Vickers Viscount 759D sowie zwei Douglas DC-6B, die sie 1964 von Scandinavian Airlines System (SAS) erworben hatte. Im selben Jahr wurden zwei Fokker F-27 bestellt, um die DC-3 abzulösen. Das erste Strahlflugzeug, eine werksneue Boeing 727-100C, erhielt das Unternehmen am 22. Juni 1967.
Parallel entstand 1944 die Fluggesellschaft Loftleiðir. Sie wurde von drei jungen Piloten gegründet, welche gerade ihre Ausbildung in Kanada beendet und keine Anstellung bei Flugfélag Íslands bekommen hatten. Loftleiðir setzte zunächst eine mit Schwimmern ausgerüstete Stinson Reliant auf Inlandsrouten ein, welche die drei Piloten aus Kanada überführt hatten. Beim Kauf einer DC-4 im Jahr 1947 bestand die Flotte aus drei Stinson, fünf Grumman Amphibienflugzeugen, zwei Noorduyn Norseman, zwei Avro Anson, zwei DC-3 und zwei PBY Catalina. International war sie mit der DC-4 nach Kopenhagen sowie nach Grönland mit einer Grumman tätig. Das Unternehmen erhielt im Jahr 1958 Landerechte in New York und nahm die Flüge einige Jahre später ebenso wie nach Europa auf. Im Jahr 1952 trat Loftleiðir ihre Inlandstrecken an Flugfélag Íslands ab und war somit nur noch international aktiv, wofür der Name in Loftleiðir Icelandic geändert wurde. Ab 1953 bot sie auch Flugdienste über den Nordatlantik im unteren Preissegment via Reykjavík an, welche auch bei der späteren Icelandair als wichtiges Standbein dienen sollten. Loftleiðir Icelandic wuchs schnell und stellte Douglas DC-4 und Vickers Viscount 759 in Dienst. Es folgten größere Flugzeuge, wie von 1959 bis 1964 fünf Douglas DC-6 und im Mai 1964 zwei Canadair CL-44D. Die Gesellschaft übernahm im Jahr 1970 mit einer Douglas DC-8 ihr erstes Strahlflugzeug. Im Jahr 1972 kaufte Loftleiðir die International Air Bahama auf, welche ebenfalls preisgünstige Flüge zwischen Europa und Nordamerika angeboten hatte und damit zu einer Konkurrentin auf den transatlantischen Routen geworden war.

### Gründung der Holding Flugleidir

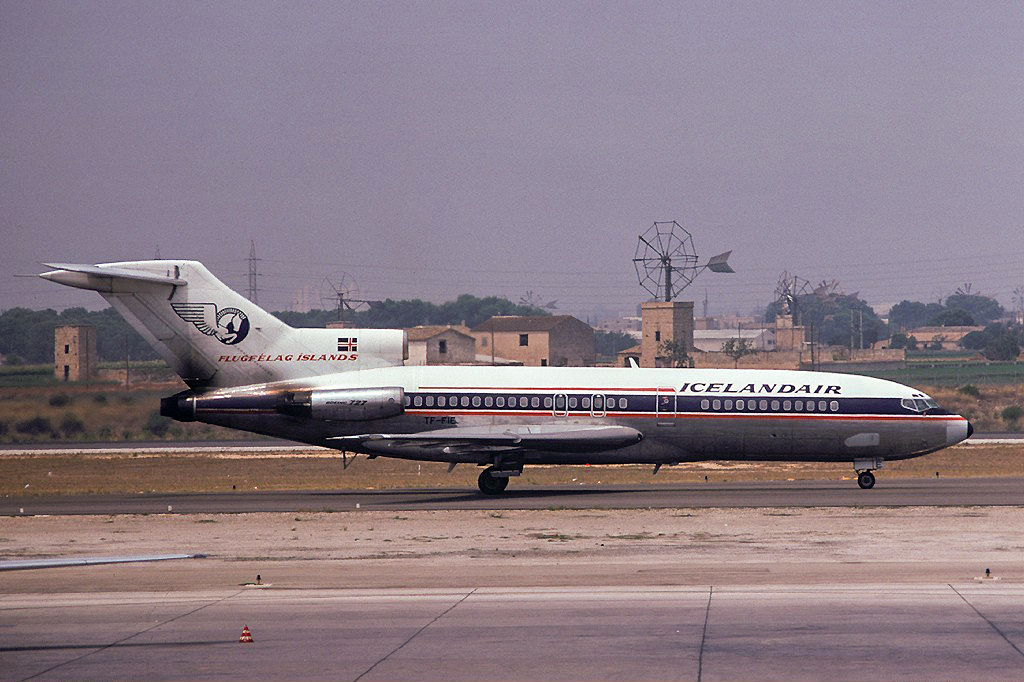
Boeing 727-100 der Flugfélag Íslands im Jahr 1976

Am 1. August 1973 gründeten Loftleiðir Icelandic (Icelandic Airlines) und Flugfélag Íslands (Icelandair) eine gemeinsame Holding names Flugleidir, in die sie ihre Fluggesellschaften einbrachten. Diese blieben zunächst zwei rechtlich eigenständige Unternehmen. Die Gesellschaften Loftleiðir Icelandic und Flugfélag Íslands setzten ihren Betrieb in den Folgejahren weiterhin voneinander getrennt unter den bisherigen Markenauftritten Icelandair beziehungsweise Icelandic Airlines fort.
Den internationalen Aktivitäten von Flugfélag Íslands kam es in den 1970er Jahren zugute, dass sich zwar immer mehr Menschen Flugreisen leisten konnten, Transatlantikflüge aber noch sehr hochpreisig waren. Flugfélag Íslands, die sich als eine Art Vorläufer der Billigfluggesellschaften positionierte, bediente einige Flughäfen in den USA und in Westeuropa und bevorzugte solche mit niedrigen Gebühren, von denen die Passagiere aber dennoch gute Anschlussmöglichkeiten hatten. Der Flughafen Luxemburg wurde zum zentralen Europa-Zielort der Gesellschaft, von wo aus die Passagiere per Bahn, Privatwagen oder mit kostenlosen Zubringerbussen in die umliegenden Metropolen wie Köln, Frankfurt oder Brüssel gelangen konnten.
Im Januar 1979 stellte Flugfélag Íslands erstmals ein Großraumflugzeug in Dienst, eine für vier Monate von Seaboard World Airlines geleaste McDonnell Douglas DC-10-30, die sie gemeinsam mit der Schwestergesellschaft Air Bahama auf transatlantischen Routen betrieb.

### Fusion zur Icelandair

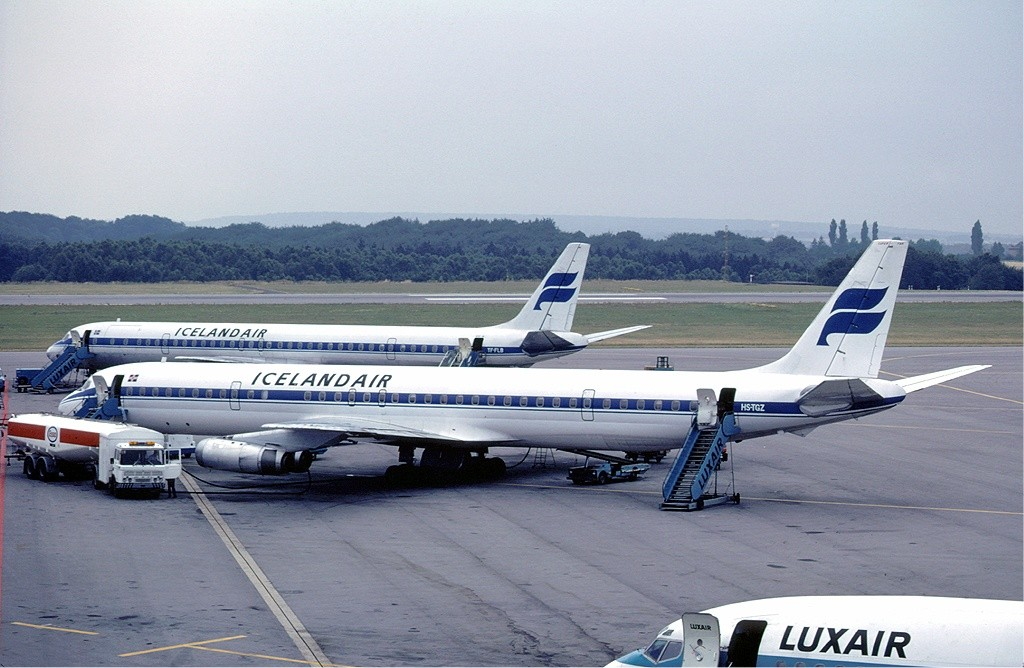
Zwei Douglas DC-8 der Icelandair auf dem Flughafen Luxemburg im Jahr 1983

Die Holding Flugleidir fusionierte ihre zwei eigenständigen Tochtergesellschaften Loftleiðir Icelandic und Flugfélag Íslands am 1. Oktober 1979 zur Fluggesellschaft Icelandair, wodurch der bisherige Markenauftritt der Flugfélag Íslands zum offiziellen Namen der neuen Gesellschaft wurde. Die anfängliche Flotte des fusionierten Unternehmens bestand aus fünf Fokker F-27-100, zwei Boeing 727-100 und vier Douglas DC-8-63CF. Bis Mitte der 1980er-Jahre wurde die Flotte nicht vergrößert.
Im Jahr 1987 startete die Fluggesellschaft eine Flottenerneuerung. Hierbei stellte das Unternehmen zunächst als Ersatz für ihre zwei Boeing 727 vier werksneue Boeing 737-400 in Dienst, die zwischen 1989 und 1991 ausgeliefert wurden.

### 1990er Jahre

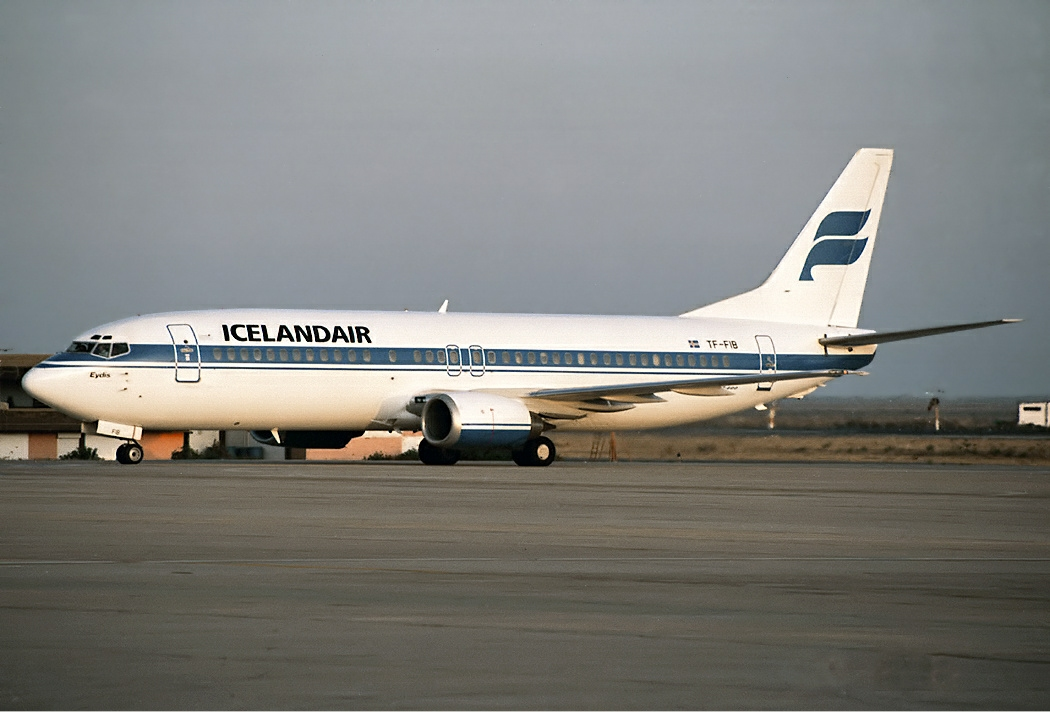
Boeing 737-400 der Icelandair im Jahr 1992

Anfang 1990 beschäftigte Icelandair 1240 Mitarbeiter. Im selben Frühjahr übernahm die Gesellschaft ihre ersten beiden Boeing 757-200 und ersetzte damit die verbliebenen zwei Douglas DC-8. Daneben wurden drei Boeing 737-400 auf internationalen Flügen betrieben. Eine vierte 737-400 und eine dritte 757-200 ergänzten im April beziehungsweise Mai 1991 die Flotte. Bis zur Auslieferung dieser Flugzeuge wurde übergangsweise eine Boeing 737-300 von der dänischen Maersk Air gemietet. Die im nationalen Verkehr betriebenen Fokker F-27 ersetzte Icelandair im Zeitraum von März bis Mai 1992 durch vier Fokker 50. Für die Dauer der Sommersaison 1995 leaste sie eine fünfte 737-400 von der US-amerikanischen MarkAir, welche Anfang 1996 an Maersk Air abgetreten wurde. Im Frühjahr 1996 beschäftigte Icelandair 1330 Angestellte. Ihr Flotte bestand zu dieser Zeit aus je vier Boeing 737-400, 757-200 und Fokker 50.

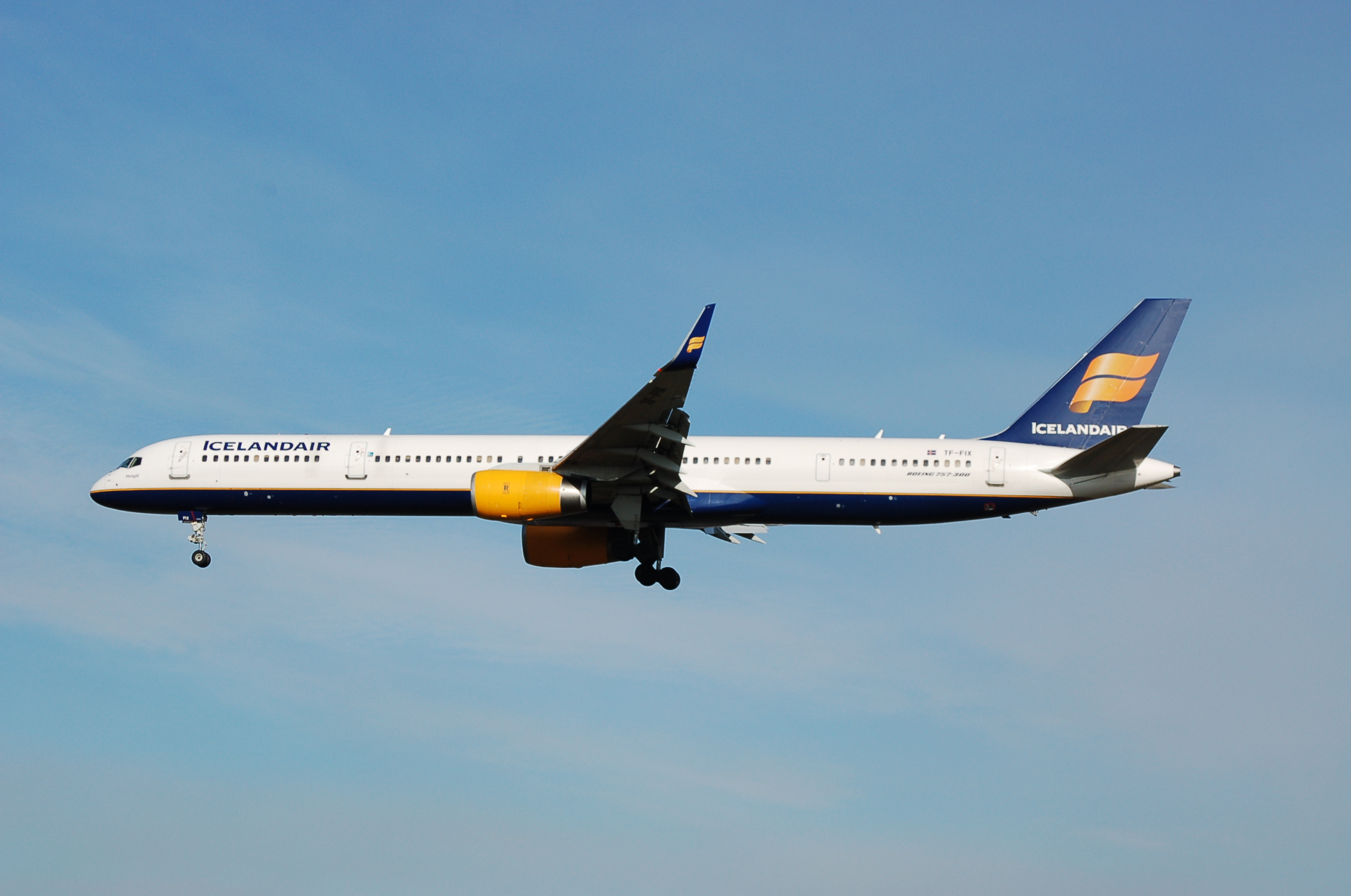
Boeing 757-300 der Icelandair

Auf der Paris Air Show 1997 bestellte Icelandair zwei weitere Boeing 757-200 sowie zwei 757-300. Die gestreckte Boeing 757-300 wurde von lediglich fünf weiteren Fluggesellschaften bestellt und in nur 55 Exemplaren gebaut. Die erste Boeing 757-200 aus dieser Bestellung wurde im Januar 1998 ausgeliefert. Zeitgleich leaste das Unternehmen eine Boeing 737-300QC von ILFC, die unter der neuen Marke Icelandair Cargo auf Frachtflügen betrieben wurde. Anfang 1999 bestand die Flotte aus drei Fokker 50, einer Boeing 737-300QC, drei 737-400 und sechs 757-200, von denen eine langfristig an Greenlandair verleast worden war. Zudem lagen Bestellungen für drei Boeing 757-200 und zwei Boeing 757-300 zur Auslieferung zwischen 1999 und 2003 vor.
Nach 43 Jahren stellte Icelandair am 9. Januar 1999 die Bedienung des Flughafens Luxemburg ein, der bis dahin als Zielort in Europa fungiert hatte. Da das Flugangebot nach Nordamerika und zum Icelandair-Drehkreuz auf dem Flughafen Keflavík stark gestiegen war, wählten immer weniger Passagiere den Weg über Luxemburg, sodass die Strecke unprofitabel wurde.

### 2000er Jahre
Am 24. April 2000 stellte Icelandair als weltweit erstes Unternehmen eine Boeing 757-200 mit modernisierter Kabinenausstattung in Dienst. In diesem Kabinendesign war erstmals eine Boeing 757-300 im Jahr 1999 ausgeliefert worden; es wurde ab März 2000 auch bei allen bestellten 757-200 zum Standard. Im Verlauf des Jahres 2001 stellte Icelandair ihren nationalen Linienverkehr ein und veräußerte die hierzu genutzten drei Fokker 50. Die Inlandsflüge wurden von dem 1997 gegründeten Schwesterunternehmen Air Iceland fortgeführt. Ab 2001 musterte das Unternehmen jährlich eine Boeing 737-400 aus. Das letzte Flugzeug verließ Anfang 2003 die Flotte. Zu dieser Zeit betrieb Icelandair zwölf Boeing 757 im Passagierflugverkehr, darunter eine im März 2002 ausgelieferte Boeing 757-300. Daneben setzte die Gesellschaft je eine geleaste Boeing 737-300 und 757-200 auf Frachtflügen ein.
Bis 2003 wurde die Stammgesellschaft Flugleidir zu einer Holding mit elf Tochtergesellschaften in der Reise- und Tourismusbranche umstrukturiert. Neben Icelandair gehörten unter anderem Air Iceland sowie Icelandair Hotels, Icelandair Cargo und Icelandic Ground Services dieser Holding an. Der Unternehmensverbund wurde weiterhin maßgeblich von Icelandair als größtem Unternehmen der Gruppe bestimmt.
Über Jahrzehnte besaß Icelandair eine Monopolstellung auf den Flügen zwischen Island und Europa. Dadurch konnte sie höhere Flugpreise ansetzen. Mit der Liberalisierung des Luftverkehrs kam 2003 Konkurrenz von der Billigfluggesellschaft Iceland Express. Diese bot günstigere Preise an und war somit besonders für Touristen attraktiv. Im Jahr 2012 übernahm WOW air das Unternehmen und wurde somit der Hauptkonkurrent von Icelandair.
Zu Beginn des Jahres 2005 bestellte die zur Icelandair Group gehörende Leasinggesellschaft „Icelease“ zehn Boeing 737-800 mit einer Kaufoption für weitere fünf Exemplare. Der Auftrag hatte ein Gesamtvolumen von 650 Millionen US-Dollar. Die Maschinen wurden langfristig an andere Fluggesellschaften vermietet.
Im Februar 2005 bestellte die Icelandair Group die ersten zwei für Icelandair bestimmten Boeing 787-8, gefolgt im Sommer 2006 mit einer Nachbestellung für zwei weitere Maschinen. Die ersten beiden bestellten Boeing 787 sollten 2010 planmäßig bei Icelandair eintreffen, die beiden anderen 2012 folgen. Durch Probleme bei der Boeing 787 verzögerte sich die Auslieferung. Durch eine 2011 geschlossene Vereinbarung werden nur zwei Flugzeuge bei Icelandair eingesetzt, die beiden anderen wurden an Norwegian Air Shuttle ausgeliefert.
2005 übernahm die Gesellschaft die isländische Frachtfluggesellschaft Bluebird Cargo, die weiterhin unter dem alten Namen fliegt. Bluebird Cargo arbeitet mit dem Frachtunternehmen Flugflutningar zusammen. Zum Zeitpunkt der Übernahme betrieb Bluebird Cargo eine Flotte aus fünf Boeing-737-Frachtflugzeugen und stand vor der Inbetriebnahme erster Frachtversionen der Boeing 757. Beide Unternehmen waren zu diesem Zeitpunkt profitabel gewesen und hatten zusammen in den letzten beiden Jahren ein Wachstum von 37 Prozent zurückgelegt. Der Kaufpreis für beide Gesellschaften betrug für die Icelandair Group 3,8 Billionen Isländische Kronen. Die Übernahme sollte der Firmengruppe einen besseren Einstieg ins Frachtgeschäft ermöglichen. Bislang war nur Beifracht in den Passagierflugzeugen bei Icelandair und ihrer im Inland aktiven Schwestergesellschaft üblich.

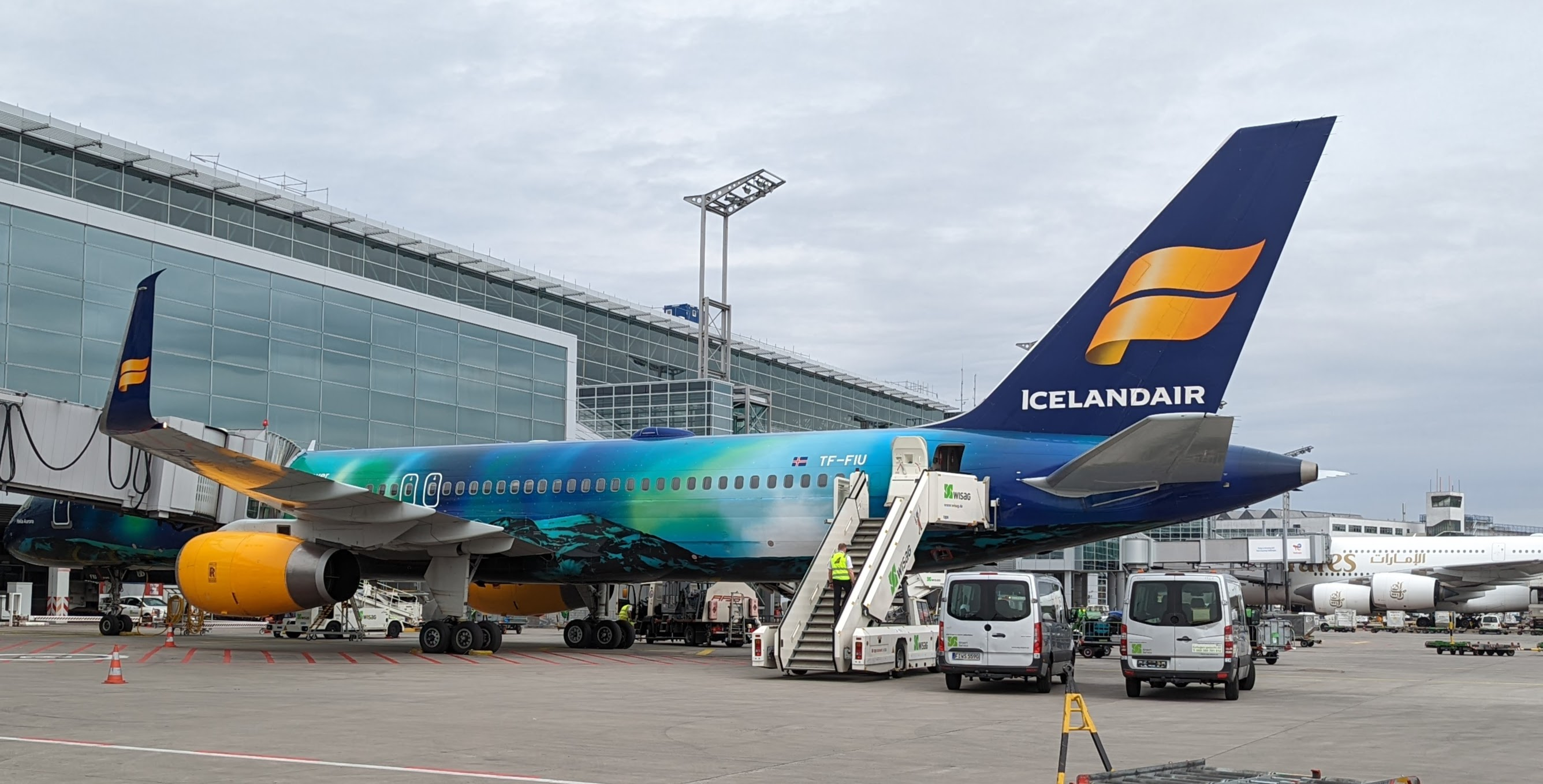
Boeing 757-200 der Icelandair mit Aurora-Sonderbemalung

Im Jahr 2005 wurde auch eine weitere Boeing 757-200 übernommen, welche aus Beständen der Phuket Air stammte. Ebenfalls im Jahr 2005 kam es zu einer grundlegenden Neuausrichtung der Holding Flugleiðir, welche sich in FL Group umbenannte, und sich fortan auf internationales Investment konzentrierte. Im Zuge der Umstrukturierung in ein Investmentunternehmen wurde der Luftverkehrsbereich als unattraktiv angesehen, und man versuchte durch den Verkauf dieser Sparte Erlöse für zukünftige Investitionen zu erzielen. 2006 wurde dann Icelandair zusammen im Verbund mit Air Iceland und den anderen Gesellschaften in die neue Holding Icelandair Group ausgelagert. Die Icelandair Group war 2006 auch Eigentümerin der dänischen Sterling Airlines nach ihrer Vereinigung mit Maersk Air. Bei der Veräußerung an einheimische Investoren und der Listung in der Isländischen Börse ICEX betrug der Verkaufserlös mehr als eine halbe Milliarde US-Dollar (35 Milliarden ISK) und die FL Group konnte später einen Gewinn von über 390 Millionen US-Dollar verbuchen (26,5 Milliarden ISK). Weiterhin wurde im Zusammenhang mit der Umstrukturierung auch der 17-prozentige Anteil an der britischen Billigfluggesellschaft easyJet verkauft. Icelandair selbst führte 2006 kaum Flottenänderungen durch und verstärkte hingegen seine Aktivitäten im Flugzeugleasing an andere Fluggesellschaften.
2007 übernahm die Icelandair Group die tschechische Fluggesellschaft Travel Service mit ihrer Tochter Smart Wings. Ziel war ein gewinnbringender Verkauf der einen Hälfte des Unternehmens im gleichen Jahr und ein Verkauf der restliche Hälfte im Folgejahr. Das Ziel der Manager, durch diese Blitzaktion Geld zu erwirtschaften, wurde jedoch verfehlt. Zudem wurde 2007 über den Kauf der defizitären Fluggesellschaft Jat Airways aus Serbien beraten, was jedoch letztendlich abgelehnt wurde. Die Flotte wurde 2007 um zwei Boeing 757-200 erweitert, welche von Iberia übernommen wurden.

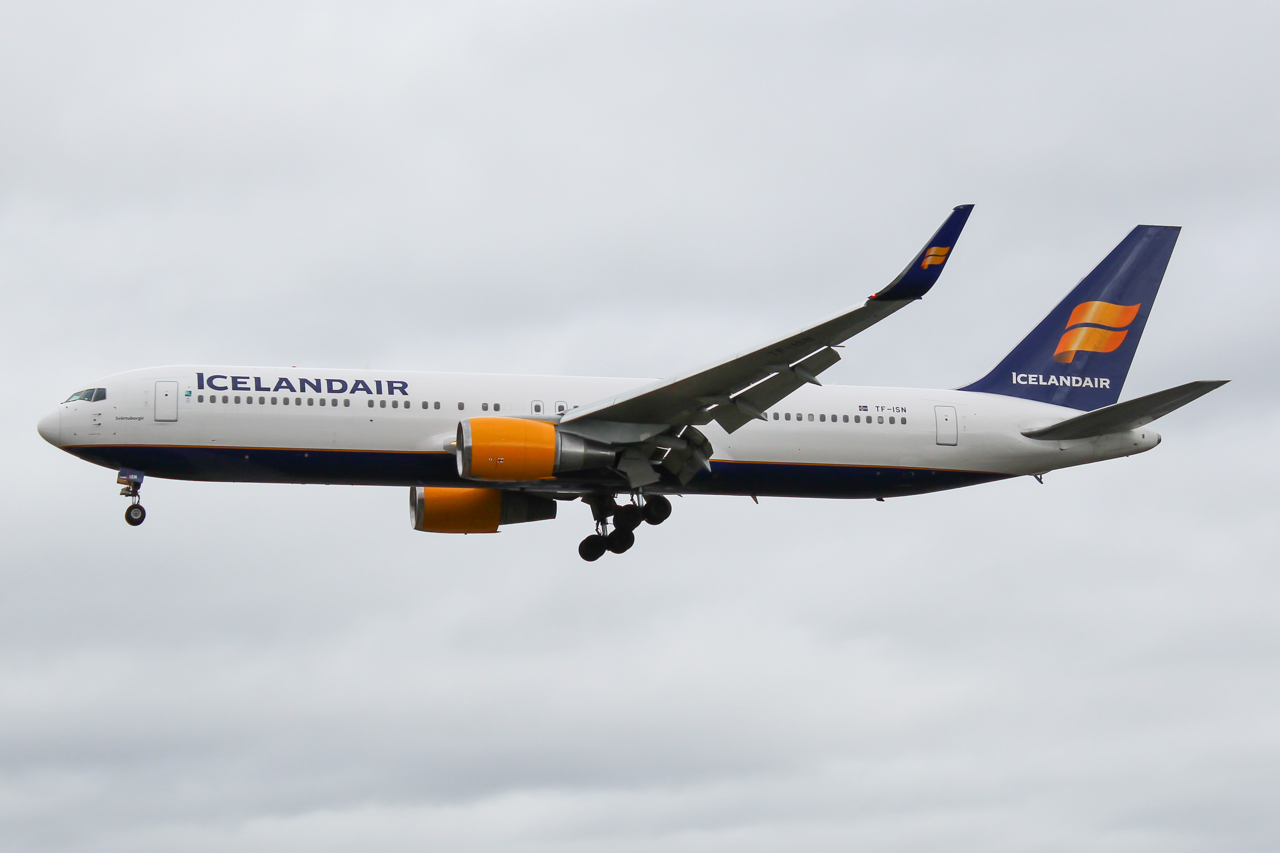
Boeing 767-300ER der Icelandair

Im Jahr 2008 verleaste Icelandair weitere Flugzeuge an andere Fluggesellschaften, vorwiegend aus Europa und Afrika. Zudem konnte man Codeshare-Abkommen mit Finnair und Austrian Airlines vereinbaren. Die Flotte wurde um eine gebraucht von All Nippon Airways übernommene Boeing 767-300ER ergänzt. Icelandair begann im Zuge der Weltwirtschaftskrise ab 2007 jedoch, wie viele andere Fluggesellschaften in diesem Zeitraum, defizitär zu werden.
Zum Jahresende führte Icelandair neue Uniformen für ihr Kabinenpersonal ein, die von der isländischen Designerin Steinunn Sigurdardóttir entworfen wurden.
Im Jahr 2009 übernahm oder stellte Icelandair keine Flugzeuge in beziehungsweise außer Dienst. Jedoch wurden erneut zahlreiche Flugzeuge, zum Großteil von anderen Mietern retournierte Maschinen, an andere Fluggesellschaften verleast. Zudem übernahm die staatlich gehaltene Íslandsbanki 47 Prozent der Anteile an Icelandair. Die von Icelandair kontrollierte Icelandair Group selbst übernahm zudem Anteile der lettischen SmartLynx Airlines. Die Gewinnschwelle wurde nicht erreicht.

### Seit 2010

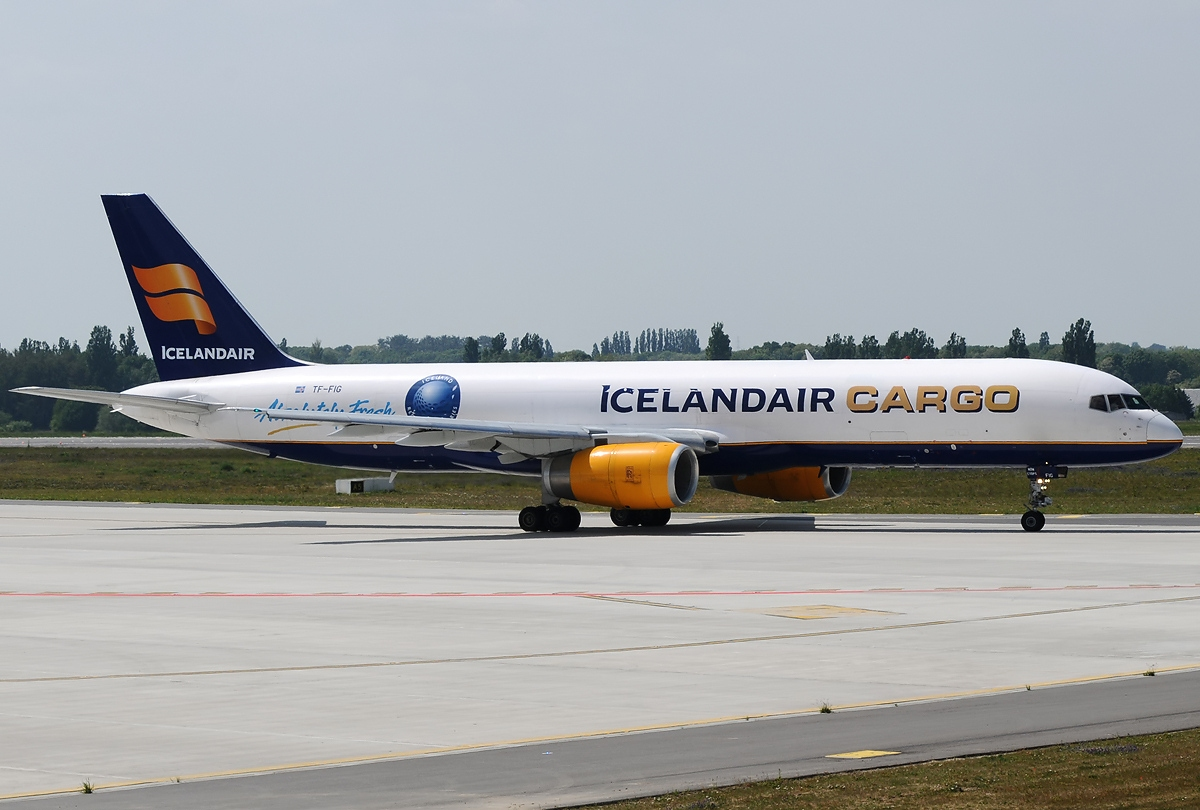
Boeing 757-200PF der Icelandair Cargo

2010 erhielt Icelandair 25 Millionen Euro vom „Pension Fund of Commerce“ der Isländischen Regierung, um sich neu zu strukturieren; der Pension Fund of Commerce erhielt im Gegenzug 12 Prozent der Anteile an Icelandair. Icelandair litt damals wie viele andere Fluggesellschaften auch an erheblichen Defiziten und hatte im ersten Halbjahr 2010 einen Verlust von umgerechnet 13,4 Millionen Euro ausgewiesen. Der Restrukturierungsplan sah vor, sich ausschließlich auf das von Icelandair bereits stark betriebene Wet-Lease-Segment und auf die Dienste ab dem Flughafen Keflavík zu konzentrieren. Das Segment wurde deshalb vertieft und neue Verträge geschlossen, beziehungsweise bestehende geändert. Zudem wurde über eine Bestellung von Flugzeugen der Airbus-A320-Familie oder Boeing 737 zwecks Flottenverjüngung diskutiert. Die Icelandair Group verkaufte ihre Anteile an einigen nicht-isländischen Fluggesellschaften. Zum Anfang des Jahres 2010 hatte sie nur noch Beteiligungen an SmartLynx Airlines, Travel Service, Smart Wings und Bluebird Cargo.
Im April 2010 stellte der Ausbruch des Eyjafjallajökull ein großes Problem für den Flugverkehr dar. In den Tagen, als in Europa die meisten Lufträume gesperrt worden waren, musste der Flugverkehr nach Europa gänzlich eingestellt werden. Die Flüge in die USA waren dagegen ebenso unbeeinträchtigt wie die meisten Inlandsflüge, welche von der Schwestergesellschaft Air Iceland durchgeführt werden. Dies hing zusammen mit der Lage des Eyjafjallajökull im Südosten der Insel und der Windrichtung, welche die Asche nach Europa davontragen ließ. Als um den 20. April der Wind in westliche Richtung drehte und auch der Westatlantik von Aschepartikeln nicht verschont wurde, waren auch teilweise USA-Flüge sowie die Inlandsdienste der Air Iceland ein wenig, insbesondere in der Routenführung, beeinträchtigt. Es gab aber keine größeren Probleme im Amerikaverkehr. Die Gäste, deren Rückflüge nicht durchgeführt werden konnten, wurden von Icelandair in Reykjavíker Hotels untergebracht und ihnen eine „Reykjavík Welcome Card“ ausgegeben, mit der sie kostenlosen Eintritt in viele öffentliche Einrichtungen von Reykjavík hatten. Zeitweise wurde ein Großteil der Flotte auf den Flughafen Glasgow verlegt.
Im Mai 2011 gab Icelandair die offene Bestellung über drei Boeing 787-8 an Norwegian Air Shuttle ab, die damit ins Langstreckensegment einsteigen wolle. Norwegian Air Shuttle schloss die Vereinbarung, um die Flugzeuge möglichst schnell in Dienst zu stellen. Hätte sie die Flugzeuge selbst bei Boeing bestellt, hätte ihre Lieferposition Jahre hinter der von Icelandair gelegen. Am 5. November 2018 gab Icelandair bekannt, ihre Konkurrentin WOW air übernehmen zu wollen. Am 29. November 2018 teilte Icelandair mit, dass WOW Air doch nicht übernommen wird.
Im Jahr 2019 musste Icelandair nach einer Insolvenzanmeldung vorübergehend den Betrieb einstellen. Aufgrund rückläufiger Passagierzahlen durch die weltweite COVID-19-Pandemie erwog der isländische Staat 2020 einen Einstieg in das Unternehmen. Nach gescheiterten Tarifverhandlungen mit der isländischen Flugbegleitergewerkschaft verlautbarte das Unternehmen im Juli 2020, alle Flugbegleiter zu entlassen und vorerst die Piloten mit dem Bordservice zu betrauen. Nach kurzfristigen Nachverhandlungen wurde diese Entscheidung zurückgezogen.

## Flugziele
Icelandair bietet von Keflavík aus Flüge nach Europa und Nordamerika an.
Im deutschsprachigen Raum werden Berlin, Frankfurt, Genf, Hamburg, München und Zürich angeflogen.
Codesharing
Codeshare-Abkommen bestehen mit Alaska Airlines und jetBlue.

## Flotte

### Aktuelle Flotte
Mit Stand April 2025 besteht die Flotte der Icelandair aus 48 Flugzeugen mit einem Durchschnittsalter von 15,3 Jahren:
| Flugzeugtyp            | Anzahl | bestellt | Anmerkungen                                             | Sitzplätze (Business/Eco+/Eco)  | Durchschnittsalter |
| ---------------------- | ------ | -------- | ------------------------------------------------------- | ------------------------------- | ------------------ |
| Airbus A321LR          | 03     | 02       |                                                         | 187 (22/–/165)                  | 00,2 Jahre         |
| Airbus A321XLR         | 0      | 13       |                                                         | – offen –                       | 0                  |
| Boeing 737 MAX 8       | 17     |          |                                                         | 160 (16/–/144)                  | 05,5 Jahre         |
| Boeing 737 MAX 9       | 04     |          |                                                         | 178 (16/–/162)                  | 05,5 Jahre         |
| Boeing 757-200         | 11     |          | mit Winglets ausgestattet; eine inaktiv                 | 183 (22/41/120) 184 (20/44/120) | 26,4 Jahre         |
| Boeing 757-300         | 02     |          | mit Winglets ausgestattet; betrieben für Fly Khiva      | 222 (22/65/135)                 | 24,2 Jahre         |
| Boeing 767-300ER       | 03     |          | mit Winglets ausgestattet                               | 262 (15/10/237)                 | 26,3 Jahre         |
| Boeing 767-300BCF      | 02     |          | mit Winglets ausgestattet; eine betrieben für Fly Khiva | Cargo                           | 26,3 Jahre         |
| De Havilland DHC-8-200 | 03     |          | betrieben durch Air Iceland Connect                     | 37 (–/–/37)                     | 28,5 Jahre         |
| De Havilland DHC-8-400 | 03     |          | betrieben durch Air Iceland Connect                     | 74 (–/–/74) 76 (–/–/76)         | 10,6 Jahre         |
| Gesamt                 | 48     | 15       |                                                         |                                 | 15,3 Jahre         |

Die Flugzeuge der Icelandair tragen seit einigen Jahren jeweils den Namen eines isländischen Vulkans.

### Aktuelle Sonderbemalungen
| Flugzeugtyp    | Luftfahrzeugkennzeichen | Bemalung                           | Zeitraum           | Bild |
| -------------- | ----------------------- | ---------------------------------- | ------------------ | ---- |
| Boeing 757-200 | TF-FIR                  | "Vatnajökull"                      | seit Mai 2017      |      |
| Boeing 757-200 | TF-FIU                  | "Aurora (Northern Lights)"         | seit Dezember 2014 |      |
| Boeing 757-300 | TF-ISX                  | "100 Years Icelandic Independence" | seit Juni 2018     |      |

### Ehemalige Flugzeugtypen

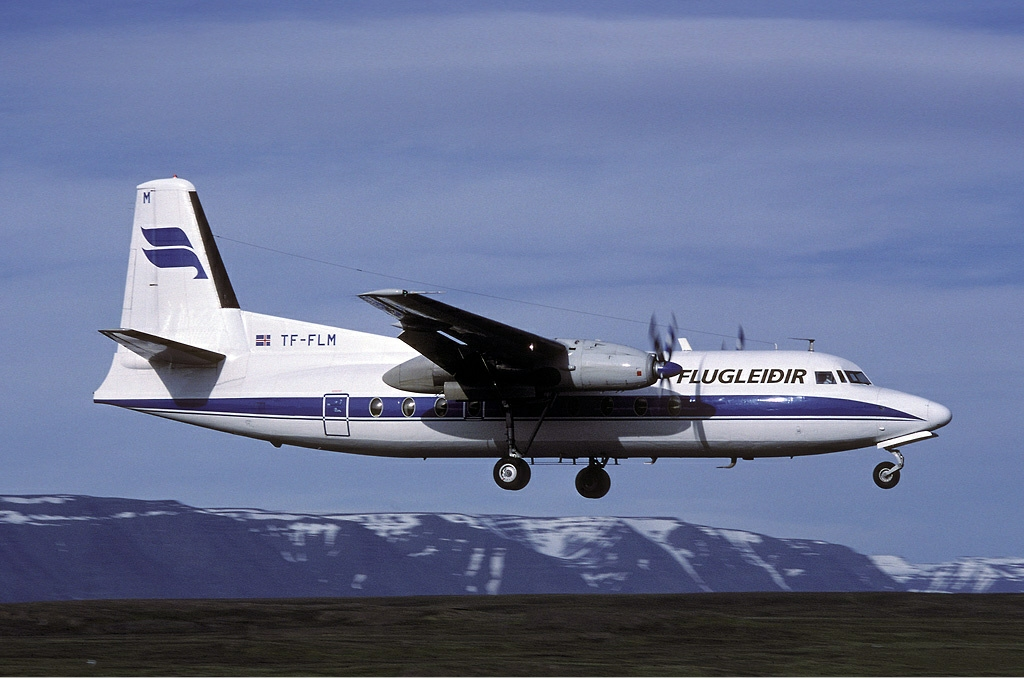
Fokker 27 der Icelandair im Jahr 1989

In der Vergangenheit setzten Loftleiðir Icelandic, Flugfélag Íslands und Icelandair unter anderem folgende Flugzeugtypen ein:
| - Beechcraft 18D - Boeing 727-100/200 - Boeing 737-300/400 - Boeing 747-100 - Canadair CL-44D - Consolidated B-24 - Consolidated PBY - De Havilland DH.89 Dragon Rapide | - Douglas DC-3 - Douglas DC-4, C-54 - Douglas DC-6 - Douglas DC-8-50/60/70 - Fokker F-27 - Fokker 50 - McDonnell Douglas DC-10-30 - Stinson Reliant - Vickers Viscount 759 |

## Service

### Aktuelles Kabinenprodukt (seit 2018)
Icelandair hat ihre Flugzeuge mit zwei verschiedenen Beförderungsklassen ausgestattet, welche 2018 eingeführt wurden. Diese bestehen aus der Saga Class und der Economy Class. Das In-flight Entertainment bietet allen Passagieren kostenlos Filme, Fernsehprogramme und Musik.
Saga Class
Die Sitze der Saga Class sind in einer 2+2-Konfiguration angeordnet. Sie sind mit Leder bezogen, verfügen über einen Sitzabstand von 99 Zentimeter und befinden sich im vorderen Teil des Flugzeuges. Den Passagieren werden an Bord kostenlose Mahlzeiten angeboten. Die Freigepäckmenge beträgt allgemein zwei Gepäckstücke. Zudem erhält der Passagier Zutritt zu Businesslounges an allen Zielflughäfen der Icelandair und kann an separaten Schaltern einchecken.
Economy Class
Die Sitze der Economy Class sind in einer klassischen 3+3-Konfiguration mit einem Sitzabstand von 82 Zentimetern angeordnet. Hier wird zwischen einem Basisprodukt (Economy Light) und den erweiterten Produkten Economy Standard und Flex unterschieden. Während in Economy Light nur das Handgepäck inklusive ist, besteht in den beiden anderen Buchungsklassen die Möglichkeit, Gepäck mit aufzugeben und teilweise auch Sitzplätze bei der Reservierung mit auszuwählen. Als Bordverpflegung kann man zwischen verschiedenen alkoholfreien Getränken wie Tee, Softdrinks oder Kaffee auswählen. Alkoholische Getränke, Snacks und Erfrischungen gibt es gegen Bezahlung.

### Ehemaliges Kabinenprodukt (2008–2018)
Economy Comfort (bis April 2018)
Bis einschließlich April 2018 war in den meisten Flugzeugen auch eine Premium Economy mit dem Namen Economy Comfort Class verfügbar. Dieser Service wurde jedoch eingestellt; zum einen auf Grund der eher geringen Auslastung der Sitzplätze, aber auch um mehr Tickets in der Economy Class anbieten zu können. Dazu waren keine größeren Umgestaltungen des Flugzeuginnenraums nötig, da die Economy Comfort Class normal (3+3) konfiguriert war, mit einem Sitzabstand von 84 Zentimetern aber zwei mehr bot, als in der Economy Class. Weiter blieb der Mittelsitz frei.
Zusätzlich zu den verbesserten Annehmlichkeiten an Bord hatten auch diese Passagiere Zutritt zu den Lounges am Flughafen, durften an separaten Schaltern einchecken und konnten bei der Buchung einen Wunschsitzplatz auswählen. Die Gepäckbestimmungen waren dabei mit denen der Saga Class identisch. Auch wurden – wenn auch weniger aufwändig als in der Saga Class – warme Mahlzeiten angeboten, sowohl alkoholische als auch nichtalkoholischen Getränke waren verfügbar.

### Vielfliegerprogramm
Icelandair besitzt ein Vielfliegerprogramm mit dem Namen Saga Club. Es basiert auf dem Sammeln von Punkten bei den Fluggesellschaften Icelandair und ihren Partnern Air Iceland, Alaska Airlines und Finnair. Darüber hinaus sind Punkte auch durch das Nutzen von einigen Hotels zu sammeln, wie z. B. mit dem Hilton Honors Programm, in Icelandair Hotels, Park Plaza, Radisson Blu und Park Inn Hotels. Auch bei einigen Autovermietern gibt es die Möglichkeit Punkte zu sammeln.
Die Punkte können gegen Freiflüge bei Icelandair und ihren Partnerfluggesellschaften, sowie bei den Hotel- und Autovermietungspartnern gegen entsprechende Leistungen (Mietwagen oder Übernachtungen) oder bei dem Onlineversand points.com eingelöst werden. Außerdem kann mit vor dem Flug erworbenen Punkten an Bord inkl. Speisen und Getränke eingekauft werden.
Für Kunden, die das Vielfliegerprogramm stark nutzen, gibt es den „Saga Silver“- und den „Saga Gold“-Status. Das Statusupgrade ist für Saga Silver bei 40.000 und bei Saga Gold für 80.000 gesammelte Punkte innerhalb von 12 Monaten vorgeschrieben. Passagiere mit Saga Silver und Saga Gold sammeln 10 %, beziehungsweise 20 % mehr Punkte beim Nutzen von Dienstleistungen. Außerdem gibt es je nach Status zusätzlich u. a. mehr Freigepäck, sowie die Möglichkeit der Nutzung von Lounges oder extra Check-in-Schalter.

### Emissionsausgleich
Icelandair bietet den Kunden die Möglichkeit, die Emissionen ihrer Flugreise zu kompensieren. Die Gebühr wird an Kolviður, eine von der isländischen Regierung, Reykjavík Energy und der Kaupthing Bank gehaltene Organisation zum Emissionsausgleich hauptsächlich durch Renaturierungsprogramme weitergeleitet. Zu Beginn wurden nur Wälder in Island aufgeforstet, es war jedoch geplant, auch Programme in den Tropen zu starten.

## Basisdaten

### Passagierstatistik
| Jahr | Fluggastaufkommen (in Millionen) | Veränderung gegenüber dem Vorjahr |
| ---- | -------------------------------- | --------------------------------- |
| 2022 | 3,7                              | ▲ ca. 153 %                       |
| 2021 | 1,461                            | ▲ ca. 64 %                        |
| 2020 | 0,891                            | ▼ ca. 81 %                        |
| 2019 | 4,690                            | ▲ ca. 15 %                        |
| 2018 | 4,1                              | ▲ ca. 7 %                         |
| 2017 | 3,8                              | ▲ ca. 4 %                         |
| 2016 | 3,7                              | ▲ ca. 20 %                        |
| 2015 | 3,1                              | ▲ ca. 18 %                        |
| 2014 | 2,6                              | ▲ ca. 15 %                        |
| 2013 | 2,3                              | ▲ ca. 12 %                        |
| 2012 | 2,0                              | ▲ ca. 16 %                        |
| 2011 | 1,7                              | ▲ ca. 16 %                        |
| 2010 | 1,5                              | ▲ ca. 14 %                        |
| 2009 | 1,3                              | ▼ ca. 14 %                        |
| 2008 | 1,5                              | ▼ ca. 6 %                         |
| 2007 | 1,6                              | ▲ ca. 7 %                         |
| 2006 | 1,5                              | ▲ ca. 1 %                         |
| 2005 | 1,5                              | ▲ ca. 15 %                        |
| 2004 | 1,3                              | ▲ ca. 18 %                        |

In der Hauptreise- bzw. Ferienzeit in den Sommermonaten sind (Stand 2011) die Sitzplatzkapazitäten recht unterschiedlich ausgelastet:
| Monat     | Passagiere | Veränderung gegenüber dem Vormonat | Veränderung gegenüber dem Vorjahreszeitraum | Sitzladefaktor | Veränderung gegenüber dem Vorjahreszeitraum |
| --------- | ---------- | ---------------------------------- | ------------------------------------------- | -------------- | ------------------------------------------- |
| Dezember  | 100.118    | ▼ 04 %                             | ▲ 10 %                                      | 74,2 %         | ▼ 0,4 Prozentpunkte                         |
| November  | 104.425    | ▼ 29 %                             | ▲ 10 %                                      | 77,0 %         | ▲ 2,8 Prozentpunkte                         |
| Oktober   | 146.235    | ▼ 13 %                             | ▲ 13 %                                      | 81,5 %         | ▲ 0,9 Prozentpunkte                         |
| September | 168.013    | ▼ 33 %                             | ▲ 15 %                                      | 78,3 %         | ▼ 3,7 Prozentpunkte                         |
| August    | 249.065    | ▼ 02 %                             | ▲ 18 %                                      | 85,3 %         | ▼ 0,9 Prozentpunkte                         |
| Juli      | 254.437    | ▲ 19 %                             | ▲ 18 %                                      | 85,4 %         | ▼ 0,8 Prozentpunkte                         |
| Juni      | 213.008    | ▲ 56 %                             | ▲ 21 %                                      | 80,8 %         | ▬ 0 Prozentpunkte                           |
| Mai       | 136.221    | ▲ 18 %                             | ▲ 22 %                                      | 77,2 %         | ▲ 2,1 Prozentpunkte                         |
| April     | 115.212    | ▲ 19 %                             | ▲ 48 %                                      | 79,2 %         | ▲ 10,3 Prozentpunkte                        |
| März      | 096.639    | ▲ 22 %                             | ▲ 10 %                                      | 76,7 %         | ▲ 2,3 Prozentpunkte                         |
| Februar   | 079.136    | ▼ 04 %                             | ▲ 16 %                                      | 70,7 %         | ▲ 4,0 Prozentpunkte                         |
| Januar    | 082.136    | ▼ 10 %                             | ▲ 15 %                                      | 65,7 %         | Keine Daten                                 |

### Anteilseigner
Mit Stand vom 7. Mai 2015 sind die größten Anteilseigner der Icelandair Group:
- Pensionsfonds Lífeyrissjóður verslunarmanna (14,6 %)
- Pensionsfonds Stefnir - ÍS 15 (11,0 %)
- Pensionsfonds Lífeyrissj.starfsm.rík. A-deild (6,7 %)
- Pensionsfonds Stefnir - ÍS 5 (6,5 %)
- Pensionsfonds Gildi - lífeyrissjóður (6,1 %)
- Pensionsfonds Stafir lífeyrissjóður (3,6 %)

Insgesamt gab es 2015 20 Anteilseigner mit einem Anteil von größer einem Prozent, weitere Anteile liegen im Streubesitz.

## Zwischenfälle
Icelandair und ihre beiden Vorgängergesellschaften verzeichnen in ihrer Geschichte bis August 2022 neun Zwischenfälle mit Totalverlust des Flugzeugs, davon vier mit insgesamt 248 Todesopfern. Beispiele:
- Am 29. Mai 1947 wurde eine Douglas DC-3/C-47A-25-DK der isländischen Flugfélag Islands (TF-ISI) nahe dem Héðinsfjörður (Island) beim Versuch, den Flughafen Akureyri anzufliegen, in eine Bergflanke geflogen. Das Wrack wurde erst am nächsten Tag gefunden, da es in einer falschen Anflugrichtung lag. Durch diesen CFIT (Controlled flight into terrain) wurden alle 25 Insassen getötet, vier Besatzungsmitglieder und 21 Passagiere.[81]

- Am 14. September 1950 verunglückte eine Douglas DC-4/C-54B-20-DO der Loftleidir (TF-RVC) in 6000 Fuß (1800 Metern) Höhe auf dem nordwestlichen Abhang des Vatnajökull-Gletschers (Island). Die Maschine wurde fünf Tage später gefunden. Alle sechs Insassen des Frachtfluges hatten den Unfall überlebt.[82]

- Am 31. Januar 1951 verunglückte eine Douglas DC-3/C-47A (Kennzeichen: TF-ISG) der Flugfélag Íslands beim Versuch in Reykjavík zu landen. Zuvor hatte die Besatzung einen Anflug aufgrund von schlechten Sichtbedingungen abgebrochen. Einige Trümmer wurden am nächsten Tag rund 18 Kilometer entfernt vom Flughafen im Atlantik entdeckt. Alle 20 Insassen kamen ums Leben.[83]

- Am 27. Januar 1952 überrollte eine Douglas DC-4/C-54A-5-DO der US-amerikanischen Seaboard & Western Airlines, betrieben für die isländische Loftleidir (N1512V) bei der Landung auf dem Flughafen Pisa (Italien) das Landebahnende und kam erst in einem Graben zum Stehen. Das Flugzeug wurde durch Feuer zerstört. Alle vier Besatzungsmitglieder des Frachtflugs überlebten den Unfall, allerdings nur drei der 50 geladenen Kühe.[84]

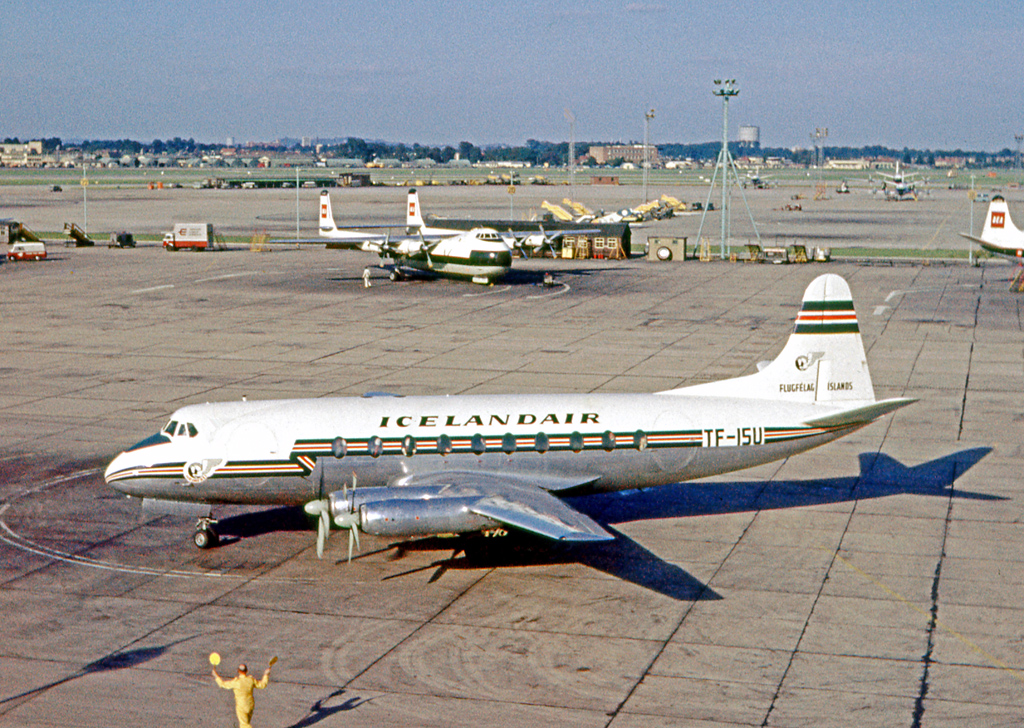
Die verunglückte Vickers Viscount 759D im September 1962

- Am 14. April 1963 stürzte eine Vickers Viscount 759D (TF-ISU) der Flugfélag Íslands im Anflug auf Oslo-Fornebu sechs Kilometer vor dem Flughafen ab. Die in Kopenhagen gestartete Maschine sollte über Oslo und Bergen zurück nach Reykjavík fliegen. Alle zwölf Insassen kamen ums Leben, acht Passagiere und vier Besatzungsmitglieder (siehe auch Flugunfall von Nesøya).[85]

- Am 24. Oktober 1963 wurde eine Douglas DC-4/C-54A (TF-IST) der Flugfélag Íslands bei einem Hangarbrand in Narsarsuaq (Grönland) zerstört. Personen wurden nicht verletzt.[86]

- Am 26. September 1970 zerschellte eine Fokker F-27 (TF-FIL) der Flugfélag Íslands in der Nähe des Flughafens Vágar an einem Berg. Die Maschine war auf dem Flug von Kopenhagen über Bergen und Vágar nach Reykjavík. Von den insgesamt 34 Insassen, darunter vier Besatzungsmitgliedern, starben ein Besatzungsmitglied und sieben Passagiere.[87]

- Am 15. November 1978 unterschritt eine Douglas DC-8-63CF (TF-FLA) der Loftleiðir im Anflug auf Colombo (Sri Lanka) bei Dunkelheit die Mindestsinkflughöhe und schlug zwei Kilometer vor dem Bandaranaike International Airport auf. Die Maschine sollte im Auftrag von Garuda Indonesia einen Haddsch-Charterflug von Dschidda (Saudi-Arabien) nach Surabaya (Indonesien) durchführen. In Colombo war ein technischer Zwischenstopp vorgesehen. An Bord befanden sich 249 Passagiere, von denen 175 ums Leben kamen, sowie 13 Besatzungsmitglieder, von denen acht starben (siehe auch Loftleiðir-Flug 001).[88]